# Grabie (Skawina)
Grabie ist eine Ortschaft mit einem Schulzenamt der Gemeinde Skawina im Powiat Krakowski der Woiwodschaft Kleinpolen in Polen.

## Geographie
Der Ort liegt im Pogórze Wielickie auf dem Weg von Kalwaria Zebrzydowska nach Skawina. Die Nachbarorte sind Krzęcin im Norden, Polanka Hallera im Osten, Leńcze und Podolany im Süden, sowie Przytkowice und Sosnowice im Westen.

## Geschichte
Das Dorf wurde im Mittelalter nicht erwähnt. Im Jahr 1542 gab es dort das Dorf Mikołajowskie, bzw. Mykolaijowycze, 1581 die Ortschaft Mikołaiowice in der Pfarrei Krzęcin. Um das Jahr 1600 gehörte das Dorf Grabie mit dem Sitz der Pfarrei in Przytkowice dem Kreis Szczyrzyc der Woiwodschaft Krakau, ab 1569 in der Adelsrepublik Polen-Litauen. Der topographische Ortsname des Dorfs ist von Hainbuchen (poln. grab) abgeleitet.
Bei der Ersten Teilung Polens kam Grabie 1772 zum neuen Königreich Galizien und Lodomerien des habsburgischen Kaiserreichs (ab 1804). Vor 1795 wurde es von der Familie Haller gekauft. Ab 1782 im Myslenicer Kreis (1819 mit dem Sitz in Wadowice). Nach der Aufhebung der Patrimonialherrschaften bildete es nach 1850 eine Gemeinde im Bezirk Skawina, ab 1867 im Gerichtsbezirk Skawina des Bezirkes Wadowice, ab 1878 im Gerichtsbezirk Kalwarya im Bezirk Myślenice. Ab 1899 wieder im Gerichtsbezirk Skawina.
1918, nach dem Ende des Ersten Weltkriegs und dem Zusammenbruch der k.u.k. Monarchie, kam Grabie zu Polen (Gmina Radziszów, Powiat Kraków, Woiwodschaft Krakau). Unterbrochen wurde dies nur durch die Besetzung Polens durch die Wehrmacht im Zweiten Weltkrieg. Es gehörte dann zum Distrikt Krakau des Generalgouvernements.
Von 1945 bis 1998 gehörte Grabie zur Woiwodschaft Krakau.